# Sophia Shaningwa
Sophia Shaningwa (Uutapi; 13 de mayo de 1959) es una política namibia que desde 2017 se desempeña como secretaria general de la Organización del Pueblo de África del Sudoeste (SWAPO).

## Biografía
Shaningwa partió de Namibia al exilio en mayo de 1980 y recibió entrenamiento militar como combatiente del Ejército Popular de Liberación de Namibia (PLAN). Estudió en la Escuela Normal Ivanova en la Unión Soviética.
En 2004 fue nombrada gobernadora de la región de Khomas. Posteriormente se desempeñó como gobernadora de la región de Omusati y en 2014, fue elegida para la Asamblea Nacional. Anteriormente había trabajado en la Empresa Nacional de Vivienda y se desempeñó como concejala de Windhoek Oeste.
Shaningwa se desempeñó como ministra de Desarrollo Urbano y Rural desde el 21 de marzo de 2015 hasta febrero de 2018 en la administración del presidente Hage Geingob.  Durante ese tiempo, su ministerio recibió un cheque de Sanlam Limited —un grupo sudafricano de servicios financieros con sede en Bellville— para eliminar el sistema de inodoros con baldes, porque se cree que el saneamiento y la higiene son un gran desafío en las áreas rurales. En 2017, fue elegida secretaria general de la SWAPO. Mantuvo esta posición en 2022, al derrotar al coordinador regional del distrito electoral de Oshikoto, Armas Amukwiyu.

## Condecoraciones
Shaningwa recibió la Muy Distinguida Orden de Namibia de Primera Clase en el Día de los Héroes de 2014.